# Vattenskräppa
Vattenskräppa (Rumex hydrolapathum) är en växtart i familjen slideväxter. 